# Miss Italia 2019
Miss Italia 2019 si è svolta il 6 settembre 2019. La sede è stata, per la sesta volta, il Palazzo del Turismo di Jesolo.
Per celebrare l'ottantesimo anniversario, la manifestazione è tornata dopo sette anni di assenza dall'ultima edizione del 2012 ad essere trasmessa su Rai 1. La serata è stata condotta da Alessandro Greco.
Tra le novità di questa edizione: il ritorno ad un alto numero di concorrenti in gara, ottanta, l'utilizzo del televoto come unico sistema di eliminazione delle varie fasi della serata, e una giuria di venti Miss Italia con l'incarico di eleggere la "Miss delle Miss", titolo speciale creato in occasione dell'ottantesimo anno del concorso.
La vincitrice dell'edizione è stata la ventenne Carolina Stramare di Vigevano (PV), seconda la ventenne Serena Petralia
di Taormina (ME)  e terza la ventenne Sevmi Tharuka Fernando di Villanova di Camposampiero (PD). La Lombardia non vinceva Miss Italia dal 1990, anno in cui fu incoronata Rosangela Bessi.

## Le concorrenti
- 1) Alessandra Boassi (Miss Valle D'Aosta)
- 2) Chiara Savino (Miss Piemonte)
- 3) Carolina Stramare (Miss Lombardia)
- 4) Cecilia Bernardis (Miss Trentino-Alto Adige)
- 5) Jennifer Pavesi (Miss Friuli Venezia Giulia)
- 6) Elisa Checchin (Miss Veneto)
- 7) Marialaura Caccia (Miss Liguria)
- 8) Giulia Leonardi (Miss Emilia)
- 9) Virginia Avanzolini (Miss Romagna)
- 10) Chiara Gorgeri (Miss Toscana)
- 11) Leila Rossi (Miss Umbria)
- 12) Giulia Ciarlantini (Miss Marche)
- 13) Francesca Persiani (Miss Abruzzo)
- 14) Flavia Natalini (Miss Lazio)
- 15) Angela Etiope (Miss Campania)
- 16) Christine Fegatilli (Miss Molise)
- 17) Giada Pezzaioli (Miss Puglia)
- 18) Annalisa Alfieri (Miss Calabria)
- 19) Maria Zito (Miss Basilicata)
- 20) Serena Petralia (Miss Sicilia)
- 21) Benedetta Casciano (Miss Sardegna)
- 22) Giorgia Pianta (Miss Jesolo)
- 23) Alice Mocenni (Miss Venezia M9)
- 24) Sofia Silvana Plescia (Miss Milano)
- 25) Susanna Giovanardi (Miss Primo dell'Anno 2019)
- 26) Giulia Nora (Miss Cinema Liguria)
- 27) Simona Viola (Miss Cinema Marche)
- 28) Letizia Santullo (Miss Cinema Abruzzo)
- 29) Ilaria Del Vescovo (Miss Cinema Lazio)
- 30) Ilaria Petruccelli (Miss Cinema Puglia)
- 31) Maria Teresa Corso (Miss Cinema Sicilia Ovest)
- 32) Marianna Montagnino (Miss Eleganza Piemonte e Valle D'Aosta)
- 33) Sofia Raccanello (Miss Eleganza Veneto)
- 34) Sabrina Baldi (Miss Eleganza Emilia-Romagna)
- 35) Linda Volpi (Miss Eleganza Umbria)
- 36) Erika Filosa (Miss Eleganza Molise)
- 37) Myriam Melluso (Miss Eleganza Calabria)
- 38) Marika Sette (Miss Eleganza Sicilia Est)
- 39) Martina Pagani (Miss Sorriso Lombardia)
- 40) Izabela Lamallari (Miss Sorriso Trentino-Alto Adige)
- 41) Jenny Stradiotto (Miss Sorriso Veneto)
- 42) Francesca Licini (Miss Sorriso Liguria)
- 43) Gaia Foglini (Miss Sorriso Marche)
- 44) Chiara Filippi (Miss Sorriso Lazio)
- 45) Floriana Russo (Miss Sorriso Puglia)
- 46) Gaia Marini (Miss Sorriso Sardegna)
- 47) Cler Bosco (Miss Sport Friuli Venezia Giulia)
- 48) Matilde Cecchi (Miss Sport Toscana)
- 49) Alessia Del Regno (Miss Sport Campania)
- 50) Laura Tortorici (Miss Sport Sicilia Ovest)
- 51) Valentina Mura (Miss Sport Sardegna)
- 52) Iryna Nicoli (Miss Miluna Lombardia)
- 53) Alessia Orlandi (Miss Miluna Friuli Venezia Giulia)
- 54) Angelica Campanella (Miss Miluna Veneto)
- 55) Maria Gabrielli (Miss Miluna Marche)
- 56) Lucilla Nori (Miss Miluna Lazio)
- 57) Cosmary Fasanelli (Miss Miluna Puglia)
- 58) Ida Bilancia (Miss Milena Basilicata)
- 59) Angela Sette (Miss Miluna Sicilia Ovest)
- 60) Jessica Genova (Miss Rocchetta Bellezza Piemonte e Valle D'Aosta)
- 61) Mariagrazia Donadoni (Miss Rocchetta Bellezza Lombardia)
- 62) Sevmi Tharuka Fernando (Miss Rocchetta Bellezza Veneto)
- 63) Giorgia Vitali (Miss Rocchetta Bellezza Umbria)
- 64) Francesca Tramice (Miss Rocchetta Bellezza Lazio)
- 65) Caterina Di Fuccia (Miss Rocchetta Bellezza Campania)
- 66) Maria Campaniello (Miss Rocchetta Bellezza Puglia)
- 67) Antonietta Mollica (Miss Rocchetta Bellezza Basilicata)
- 68) Giulia Vitaliti (Miss Rocchetta Bellezza Sicilia Est)
- 69) Erica Ceste (Miss Be_Much Piemonte e Valle d'Aosta)
- 70) Alessia Pasqualon (Miss Be_Much Lombardia)
- 71) Eleonora Mezzanotte (Miss Be_Much Trentino-Alto Adige)
- 72) Giulia D'Orlando (Miss Be_Much Friuli Venezia Giulia)
- 73) Alessia Lamberti (Miss Be_Much Liguria)
- 74) Caterina Martelli (Miss Be_Much Emilia-Romagna)
- 75) Emily Bolognesi (Miss Be_Much Toscana)
- 76) Teresa A. Fusco (Miss Be_Much Campania)
- 77) Valentina Pesaresi (Miss Cinema Roma)
- 78) Federica Fonisto (Miss Napoli Linkem)
- 79) Greta Bianchi (Miss Riviera Abruzzo Linkem)
- 80) Lucrezia Terenzi (Miss Etruria)

Riserve
- 81) Domiziana Cappa (Miss Sport Calabria)
- 82) Alessandra Simeone (Miss Sorriso Campania)

## Piazzamenti
| Risultato finale | Concorrente |
| ---------------- | --- |
| Miss Italia 2019 | - – Carolina Stramare (03) |
| 2ª classificata  | - – Serena Petralia (20) |
| 3ª classificata  | - – Sevmi Tharuka Fernando (62) |
| Top 10           | - – Giada Pezzaioli (17) - – Ilaria Del Vescovo (29) - – Ilaria Petruccelli (30) - – Myriam Melluso (37) - – Alessia Del Regno (49) - – Laura Tortorici (50) - – Caterina Di Fuccia (65) |
| Top 20           | - – Cecilia Bernardis (04) - – Chiara Gorgeri (10) - – Giulia Ciarlatini (12) - – Annalisa Alfieri (18) - – Marika Sette (38) - – Valentina Mura (51) - – Lucilla Nori (56) - – Antonietta Mollica (67) - – Giulia Vitaliti (68) - – Teresa Anna Fusco (76) |
| Top 40           | - – Alessandra Boassi (01) - – Chiara Savino (02) - – Elisa Checchin (06) - – Giulia Leonardi (08) - – Leila Rossi (11) - – Francesca Persiani (13) - – Angela Etiope (15) - – Benedetta Casciano (21) - – Erica Filosa (36) - – Gaia Foglini (43) - – Floriana Russo (45) - – Iryna Nicoli (52) - – Cosmary Fasanelli (57) - – Angela Sette (59) - – Mariagrazia Donadoni (61) - – Giorgia Vitali (63) - – Maria Campaniello (66) - – Eleonora Mezzanotte (71) - – Federica Fonisto (78) - – Lucrezia Terenzi (80) |

## Titoli speciali nazionali
- Miss delle Miss: Caterina Di Fuccia (Campania)
- Miss Cinema: Cosmary Fasanelli (Puglia)
- Miss Eleganza: Myriam Melluso (Calabria)
- Miss Sorriso: Sevmi Tharuka Fernando (Veneto)
- Miss Rocchetta Bellezza: Lucrezia Terenzi (Lazio)
- Miss Miluna: Iryna Nicoli (Lombardia)
- Miss Be-Much: Marialaura Caccia (Liguria)
- Miss Interflora: Valentina Pesaresi (Lazio)
- Miss Kissimo Biancaluna: Carolina Stramare  (Lombardia)
- Miss Linkem: Myriam Melluso (Calabria)
- Miss Bella Oggi: Giada Pezzaioli (Puglia)
- Miss Sport Infront: Serena Petralia (Sicilia)
- Miss TV Sorrisi e Canzoni: Giada Pezzaioli (Puglia)
- Miss Diva e Donna: Serena Petralia (Sicilia)
- Miss Social: Myriam Melluso (Calabria)

## Finaliste per regione
| Finaliste | Regione               |
| --------- | --------------------- |
| 8         | Lazio                 |
| 7         | Veneto                |
| 6         | Lombardia             |
| 6         | Sicilia               |
| 5         | Campania              |
| 5         | Puglia                |
| 4         | Emilia-Romagna        |
| 4         | Friuli-Venezia Giulia |
| 4         | Liguria               |
| 4         | Marche                |
| 4         | Piemonte              |
| 3         | Abruzzo               |
| 3         | Basilicata            |
| 3         | Sardegna              |
| 3         | Toscana               |
| 3         | Trentino-Alto Adige   |
| 3         | Umbria                |
| 2         | Calabria              |
| 2         | Molise                |
| 1         | Valle d'Aosta         |

## Giurie

### Giuria del ripescaggio
- Caterina Balivo
- Lorena Bianchetti
- Eleonora Daniele
- Gina Lollobrigida (presidente di giuria e madrina della serata)
- Giulia Salemi

### Giuria tecnica
- Silvana Giacobini
- Caterina Murino
- Samanta Togni

## Ospiti
- Sergio Assisi
- Alessandra Benini
- Beatrice Bocci
- Benji & Fede
- Milena Bertolini
- Chiara Bordi
- Novella Calligaris
- Milly Carlucci
- Bruno Cerella
- Tosca D'Aquino
- Peppino di Capri
- Margherita Granbassi
- Isolde Kostner
- Fausto Leali
- Chiara Montanari
- Samuel Peron
- Simona Quadarella
- Cecilia Salvai
- Sara Simeoni
- Vera Squatrito
- Paola Torrente

## Ascolti
| Messa in onda    | Telespettatori | Share  |
| ---------------- | -------------- | ------ |
| 6 settembre 2019 | 2.679.000      | 19,58% |